# Kolander
Kolander ist ein vor allem im deutschen und englischen Sprachraum verbreiteter Familienname.

## Varianten
- Colander
- Kollander

## Namensträger
- Friedrich Kolander (1904–1979), deutscher Schauspieler und Regisseur
- Rok Kolander (* 1980), slowenischer Ruderer